# Ride (chanson)
Singles de Lana Del Rey
National Anthem
(2012) Dark Paradise
(2013)
Ride est une chanson de l'artiste américaine Lana Del Rey sortie le 25 septembre 2012. Le single est extrait de l'album studio Born to Die - The Paradise Edition (2012) et de son 3e EP, Paradise. La chanson est écrite par Lana Del Rey et par Justin Parker. Ride est produit par Rick Rubin.
Ride est une ballade qui a pour thématique les problèmes parentaux, la consommation d'alcool et la solitude.

## Formats et liste des pistes
| Téléchargement digital | Téléchargement digital | Téléchargement digital | Téléchargement digital | Téléchargement digital | Téléchargement digital | Téléchargement digital | Téléchargement digital | Téléchargement digital | Téléchargement digital |
| No                     | Titre                  | Producer(s)            | Durée                  |                        |                        |                        |                        |                        |                        |
| ---------------------- | ---------------------- | ---------------------- | ---------------------- | ---------------------- | ---------------------- | ---------------------- | ---------------------- | ---------------------- | ---------------------- |
| 1.                     | Ride (radio edit)      | Rick Rubin             | 4:12                   |                        |                        |                        |                        |                        |                        |
| 2.                     | Ride                   | Rubin                  | 4:46                   |                        |                        |                        |                        |                        |                        |
| 8:58                   |                        |                        |                        |                        |                        |                        |                        |                        |                        |

| Remixes EP | Remixes EP                         | Remixes EP   | Remixes EP | Remixes EP | Remixes EP | Remixes EP | Remixes EP | Remixes EP | Remixes EP |
| No         | Titre                              | Producer(s)  | Durée      |            |            |            |            |            |            |
| ---------- | ---------------------------------- | ------------ | ---------- | ---------- | ---------- | ---------- | ---------- | ---------- | ---------- |
| 1.         | Ride                               | Rubin        | 4:49       |            |            |            |            |            |            |
| 2.         | Ride (Active Child Remix)          | Rubin        | 3:42       |            |            |            |            |            |            |
| 3.         | Blue Velvet (Penguin Prison Remix) | Emile Haynie | 5:02       |            |            |            |            |            |            |
| 4.         | Blue Velvet (Lindstrom Remix)      | Haynie       | 9:26       |            |            |            |            |            |            |
| 22:59      |                                    |              |            |            |            |            |            |            |            |

## Classement par pays
| Classement (2012)                 | Meilleure position |
| --------------------------------- | ------------------ |
| Autriche (Ö3 Austria Top 40)      | 63                 |
| Belgique (Flandre Ultratip 100)   | 4                  |
| Belgique (Wallonie Ultratip 50)   | 7                  |
| France (SNEP)                     | 56                 |
| Allemagne (Media Control)         | 44                 |
| Irlande (IRMA)                    | 35                 |
| Russie (2M)                       | 9                  |
| Suisse (Schweizer Hitparade)      | 20                 |
| Royaume-Uni (UK Singles Chart)    | 32                 |
| États-Unis Rock Songs (Billboard) | 30                 |

## Historique de sortie
| Pays        | Date              | Format                 | Label              |
| ----------- | ----------------- | ---------------------- | ------------------ |
| Italie      | 25 septembre 2012 | Téléchargement digital | Universal Music    |
| Espagne     | 25 septembre 2012 | Téléchargement digital | Universal Music    |
| Royaume-Uni | 25 septembre 2012 | Téléchargement digital | Polydor Records    |
| États-Unis  | 25 septembre 2012 | Téléchargement digital | Interscope Records |
| Allemagne   | 2 novembre 2012   | Téléchargement digital | Universal Music    |
| Allemagne   | 9 novembre 2012   | CD                     | Universal Music    |